# 韓国スーパーカップ
韓国スーパーカップ（かんこくスーパーカップ、슈퍼컵）は、大韓民国（韓国）で1999年から2006年にかけて開催されていた、サッカーのスーパーカップ戦である。

## 概要
過去にKリーグとFAカップの優勝クラブによって、シーズン開幕前に開催されていた。全部で7回が行われ、2004年大会の全北現代モータースを除く6回はリーグチャンピオン側が優勝した。大会は2006年を最後に廃止されたが、2007年からはKリーグ開幕戦に前年度リーグチャンピオンと、前年度カップウィナーの対戦カードが組まれるようになった。

## 大会名
- 1999-2000: チケットリンク・スーパーカップ
- 2001-2002: ポスデータ・スーパーカップ
- 2006: 三星ハウゼン・スーパーカップ

## 結果
| 年   | 優勝クラブ               | 準優勝クラブ       | スコア               |
| ---- | ------------------------ | ------------------ | -------------------- |
| 1999 | 水原三星ブルーウィングス | 安養LGチータース   | 5-1                  |
| 2000 | 水原三星ブルーウィングス | 城南一和天馬       | 0-0 (延長, PK戦:5-4) |
| 2001 | 安養LGチータース         | 全北現代モータース | 2-1 (延長)           |
| 2002 | 城南一和天馬             | 大田シチズン       | 1-0                  |
| 2003 | 非開催                   | 非開催             | 非開催               |
| 2004 | 全北現代モータース       | 城南一和天馬       | 2-0                  |
| 2005 | 水原三星ブルーウィングス | 釜山アイパーク     | 1-0                  |
| 2006 | 蔚山現代                 | 全北現代モータース | 1-0                  |